# Carlo Conti (kardynał)
Carlo Conti (ur. 28 sierpnia 1556 w Rzymie, zm. 3 grudnia 1615 tamże) – włoski kardynał.

## Życiorys
Urodził się 28 sierpnia 1556 roku w Rzymie, jako syn Torquata Contiego i Violante Farnese. Studiował na Uniwersytecie w Perugii, gdieu uzyskał doktorat utroque iure. Po studiach został referendarzem Trybunału Sygnatury Apostolskiej i gubernatorem Rimini i Camerino. 1 lipca 1585 roku został wybrany biskupem Ankony a dwadzieścia dni później przyjął sakrę. Pełnił funkcję nuncjusza nadzwyczajnego przy cesarzu i wicelegatem w Awinionie. 9 czerwca 1604 roku został kreowany kardynałem prezbiterem i otrzymał kościół tytularny San Crisogono. Zmarł 3 grudnia 1615 roku w Rzymie.